# Johan Dahlin
Johan Dahlin (ur. 8 września 1986 w Trollhättan) – szwedzki piłkarz występujący na pozycji bramkarza. Od 2015 jest zawodnikiem klubu Malmö FF.

## Kariera klubowa
Dahlin seniorską karierę rozpoczynał w 2004 roku w klubie Åsebro IF. W 2005 roku trafił do norweskiego Lyn Fotball. W Tippeligaen zadebiutował 9 kwietnia 2006 roku w zremisowanym 0:0 meczu z IK Start. Od marca 2008 roku do lipca 2008 roku przebywał na wypożyczeniu w szwedzkim Trelleborgu, a potem powrócił do Lyn. W trakcie wypożyczenia, 31 marca 2008 roku w przegranym 0:1 spotkaniu z Örebro SK zadebiutował w Allsvenskan. W Lyn Dahlin spędził 4 lata. W tym czasie rozegrał tam 30 ligowych spotkań.
W lipcu 2009 roku podpisał kontrakt z Malmö FF. Pierwszy ligowy pojedynek w jego barwach zaliczył 12 lipca 2009 roku przeciwko IF Brommapojkarna (1:1).
W 2014 roku przeszedł do Gençlerbirliği SK, a w 2015 do FC Midtjylland. W 2017 wrócił do Malmö FF.

## Kariera reprezentacyjna
W reprezentacji Szwecji Dahlin zadebiutował 25 stycznia 2009 roku w przegranym 2:3 towarzyskim meczu ze Stanami Zjednoczonymi.